# Martti Häikiö
Martti Johannes Häikiö (né le 1er octobre 1949 à Mikkeli et mort le 7 février 2025) est historien et écrivain finlandais. Il est docteur en science politique.

## Biographie
Martti Häikiö a été rédacteur en chef de Suomen kansallisbiografia et journaliste pour Uusi Suomi et Kanava. En 1978, il est nommé professeur associé de l'Université de Helsinki. De 1986 à 1988, Häikiö est président de la Suomalaisuuden Liitto dont il devient membre d'honneur en 1996.

## Prix
- Prix Warelius, 2008